# Henri-Philippe Gérard
Henri-Philippe Gérard (Luik, (doopdatum Sint-Margarethakerk), 9 november 1760 – Versailles, 11 september 1848) was een Frans musicus van Belgisch komaf.
Hij begon zijn muziekopleiding als kind in het koor van de Sint-Lambertuskathedraal in Luik. Hij vertrok naar Rome om er aan het Luikse College bij Gregorio Ballabene zijn studies te voltooien. Rond 1788 was hij als zangleraar te vinden in Parijs. Het is ook daar dat hij enige werken op papier zette, ze zouden nooit uitgegeven worden. Op 13 maart 1802 werd hij gepromoveerd tot professor zang voor beginners ("Professeur de préparation au chant hommes et femmes") aan de Conservatoire national supérieur de musique et de danse de Paris. Hij overleefde de grote schoonmaak binnen het docentenkorps aldaar later dat jaar. Hij zou er tot december 1815 les geven. Hij kreeg daarbij de talentvolste zangers ter opleiding. Vanaf 1818 keerde hij echter terug om op 5 januari 1828 met pensioen te gaan en zich terug te trekken uit het openbare leven. Behalve zangleraar was hij begenadigd pianist en violist.
Van zijn hand verschenen Considérations sur la musique en général (1819) en Traité méthodique d’harmonie (1833)